# Ra (île)
Pour les articles homonymes, voir RA.
Ra est une petite île du nord du Vanuatu, située dans l’archipel des îles Banks, au sud de Mota Lava. En 2009, elle avait une population de 189 habitants.

## Culture
Ra étant très proche de Mota Lava, les habitants des deux îles partagent la même culture. Leur langue est le mwotlap. Dans cette langue, le nom de Ra est Aya (prononcé [aˈja]).
Le nom de l’île est parfois orthographié Rah, sans raison particulière.